# Zygonyx takasago
Zygonyx takasago là loài chuồn chuồn trong họ Libellulidae. Loài này được Asahina mô tả khoa học đầu tiên năm 1966.